# Anthurium oxybelium
Anthurium oxybelium är en kallaväxtart som beskrevs av Heinrich Wilhelm Schott. Anthurium oxybelium ingår i släktet Anthurium och familjen kallaväxter. Inga underarter finns listade.